# Halle-Hettstedter Gebirgsbrücke
Die Halle-Hettstedter Gebirgsbrücke bezeichnet in der regionalen Geologie Mittel- bzw. Ostdeutschlands eine WNW-OSO-streichende schmale, sattelartige Aufwölbung (Antiklinale), die das Paläozoikum des Halleschen Porphyrkuppengebiets mit dem Paläozoikum des Harzes verbindet. Sie ist meist von jüngeren Sedimenten überdeckt und wird nur im Bereich des Durchbruchstales der Saale zwischen Friedeburg und Könnern reliefwirksam; das obere Paläozoikum (Rotliegend) wird hier angeschnitten.
Die Halle-Hettstedter Gebirgsbrücke hatte sich zu Beginn des Obereozän durch tektonische Bewegungen gehoben. Durch die Hebung wurde die Bucht des obereozänen Meeres in den Raum Halle (Saale) / Leipzig von der direkten Verbindung zum offenen Meer im Nordwesten abgeschnitten. Die Verbindung zum offenen Meer erfolgte nun in einem Bogen östlich um Halle herum.
Der westliche Teil der Gebirgsbrücke, der Hettstedter Sattel ist die nördliche Begrenzung der (geologischen) Mansfelder Mulde, die geomorphologisch der Mansfelder Platte entspricht. Der östlich des Saaledurchbruchs bei Rothenburg gelegene Ostteil wird als Rothenburger Sattel bezeichnet.
Das Saaletal im Bereich der Halle-Hettstedter Gebirgsbrücke liegt im Naturpark Unteres Saaletal, einige Talhänge des Saaledurchbruchs bei Rothenburg bilden das nicht zusammenhängende Naturschutzgebiet „Saaledurchbruch bei Rothenburg“.